# Головцов, Василий Михайлович
Василий Михайлович Головцов (29 декабря 1919, Костянкино, Ильинская волость, Ростовский уезд, Ярославская губерния, РСФСР — 30 октября 1991, Тейково, Ивановская область, РСФСР, СССР) — советский гвардии старший лейтенант, послуживший моделью скульптуры солдата для монумента «Статуя Свободы» на горе Геллерт в Будапеште.

## Биография
Василий Михайлович Головцов родился 29 декабря 1919 года в деревне Костянкино, ныне — Ильинского района Ивановской области. Из многодетной семьи рабочих Михаила Акимовича и Клавдии Кузьминичны Головцовых. Братья — Николай и Иван, сестра — Елизавета.
До войны работал в колхозе. В 1941 году в 22 года вместе с братьями записался добровольцем в Рабоче-крестьянскую Красную армию. Вскоре два его брата погибли в боях: Николай под Гомелем, а Иван — под Орлом. Сам Василий служил в артиллерии, в гвардейских частях. Сражался в Сталинграде, на Волге и Дону. Под Курском пошёл в разведку и был контужен, однако вскоре снова вернулся в строй. При освобождении станции Маево под Великими Луками получил ранение во время выполнения разведывательного задания, но смог от него оправиться и продолжил службу. После боёв в Прибалтике дошёл до Дуная, принял участие в освобождении Венгрии, в частности, во взятии Будапешта. Был награждён орденом Отечественной войны II степени, орденом Славы III степени, медалью «За отвагу», другими медалями.

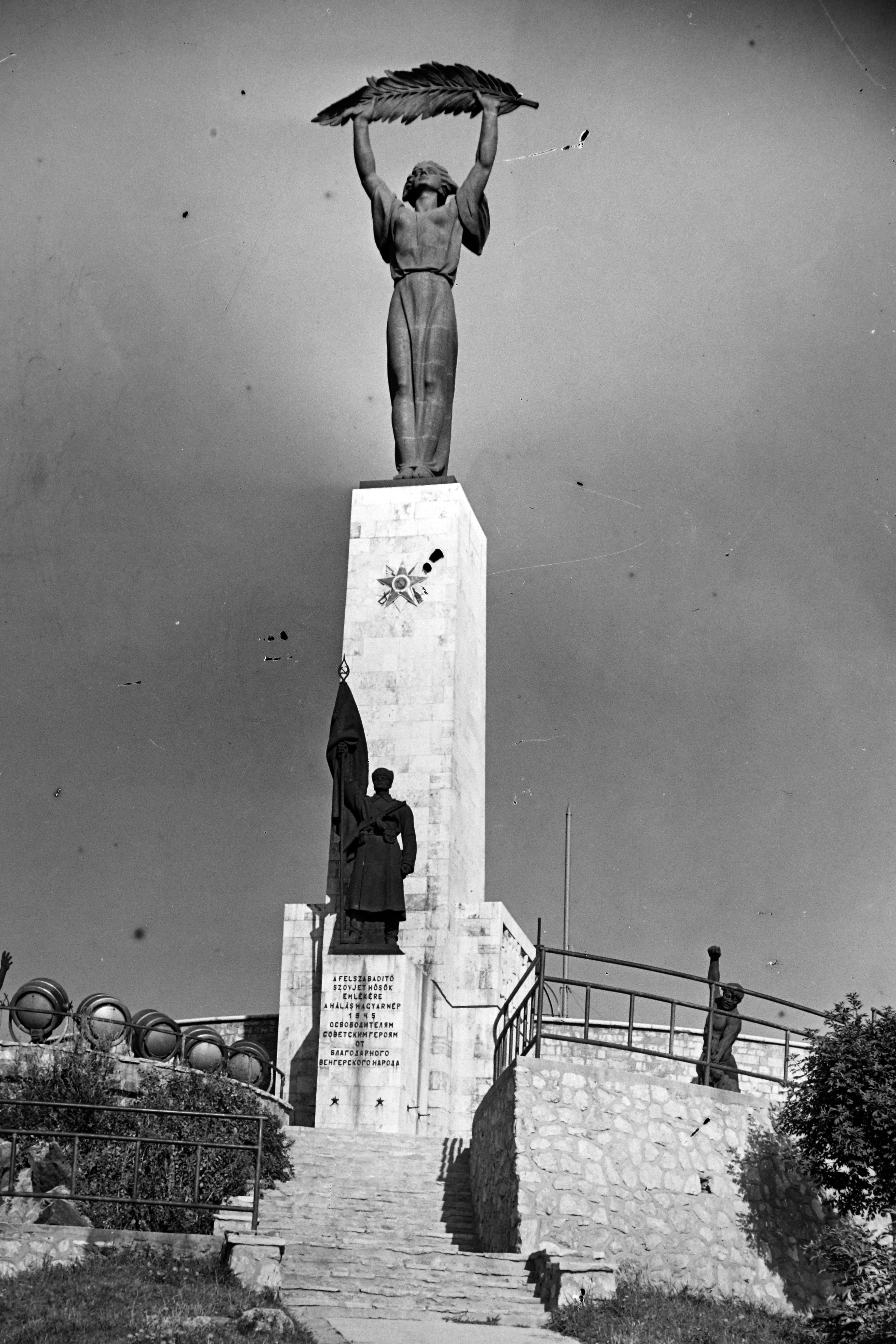
Статуя Свободы, Будапешт, 1953 год

Войну закончил в звании старшего лейтенанта и ещё некоторое время служил в воинской части, стоявшей в составе гвардейской дивизии на территории Венгрии. В это время позировал скульптору Жигмонду Кишфалуди-Штроблю в качестве модели для 15-метровой скульптуры солдата при создании монумента «Статуя Свободы» на горе Геллерт. Командование направило к Кишфалуди-Штроблю нескольких советских офицеров, среди которых скульптор выбрал Головцова. Сам Василий впоследствии рассказывал: «Однажды меня вызвал командир роты. Он объяснил мне, что я должен послужить моделью для будущей статуи советского воина. Мастерская скульптора временно будет местом моей службы. Вот и все!». Кишфалуди-Штробль отмечал: «это был бравый и хорошо сложенный паренёк, поэтому и мой выбор остановился именно на нём. Он отличался дисциплинированностью и редким терпением. Позируя, он часами простаивал передо мной со знаменем, в полном боевом снаряжении». Выбранный за открытый взгляд, волевое лицо и спокойную уверенность, Головцов следующие два месяца провёл на подиуме с флагом и автоматом в руках. Кишфалуди-Штробль в своих воспоминаниях описывал это так: «Он был бравый парень. Настоящий солдат. Ведь это нелегко — стоять часами в одной и той же позе. Да ещё в такой. Он стоял твёрдо. Весь ладный, подтянутый, только молчаливый. Стеснялся. Россию отстоял, Европу освободил, а о себе слова не сказал. Он и в моей мастерской не позировал, а службу нёс — „есть“, „слушаюсь“».
«Пройдут годы, и благодарные потомки воздадут должное памяти бессмертного подвига, совершенного советским солдатом. […] Под Будапештом Василий Головцов — ивановский рабочий, герой Волги и Дуная — застынет на вершине горы Геллерт бронзовым памятником Неизвестному солдату. […] Будут пламенеть розы у многочисленных памятников в Болгарии, Польше, Румынии, Вене — везде, где советский воин осуществлял свою историческую освободительную миссию».
Готового монумента, открытого в 1947 году, Головцов не увидел. После войны, весной 1946 года он вернулся в родную деревню, а затем переехал в город Тейково, где несколько десятилетий проработал браковщиком на ткацкой фабрике местного хлопчатобумажного комбината. Долгое время Кишфалуди-Штробль искал Головцова, но поиски осложнялись тем, что он забыл его фамилию, а помнил лишь имя — Василий. В Венгрии Головцов был известен именно как «русский Василий». Тем не менее его удалось найти журналисту Георгию Зубкову при помощи Эржебет Турански, которая послужила моделью для главной женской фигуры монумента и вспомнила не только то, что солдата звали Василием, но также, что на его погонах были три звёздочки. В своей радиопередаче «Встреча с интересными людьми» Зубков обратился к советским гражданам с вопросом: «Кто по имени Василий воевал в Будапеште в звании старшего лейтенанта?», на который пришло тридцать шесть писем от 36 старших лейтенантов Василиев, и в одном из писем была фотография Головцова, присланная им самим.
Головцов не особо распространялся об истории с памятником и говорил, что ему бы не поверили: «Чего хвалиться, да и вообще — разве расскажешь обо всем, что с тобой произошло в те годы?».
В 1965 году в составе делегации советских ветеранов Головцов впервые с военных времён приехал в Будапешт, где принял участие в торжествах по поводу 20-й годовщины освобождения Венгрии. Он встретился с Турански и Кишфалуди-Штроблем, который подарил ему миниатюрную копию статуи. Тогда же за участие в освобождении Будапешта Головцов был награждён орденом Знамени Венгерской Народной Республики III степени.
Долгое время Головцов жил в квартире на втором этаже деревянного дома на холме у реки Вязьма, а после обретения известности получил новую квартиру. Был женат, имел четверых детей — дочери Людмила и Нина, сыновья Николай и Валерий. Жена и старшая дочь Людмила работали на той же фабрике, где и сам Головцов. После смерти жены и отъезда сыновей на работу в Москву Василий Михайлович на пенсии занимался садоводством, выращивал на своём участке груши и яблоки, белые розы.
Василий Михайлович Головцов скончался 30 октября 1991 года в Тейкове. Был похоронен на местном Тейковском кладбище.

## Память

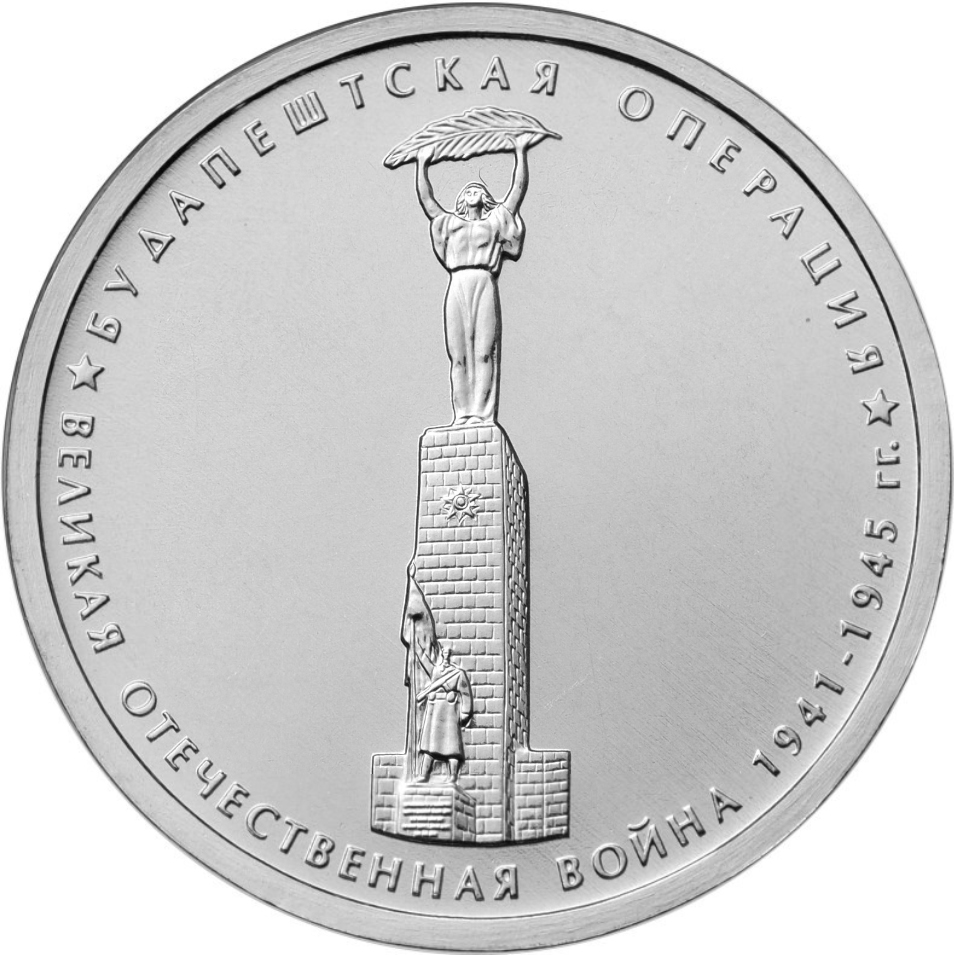
5 рублей

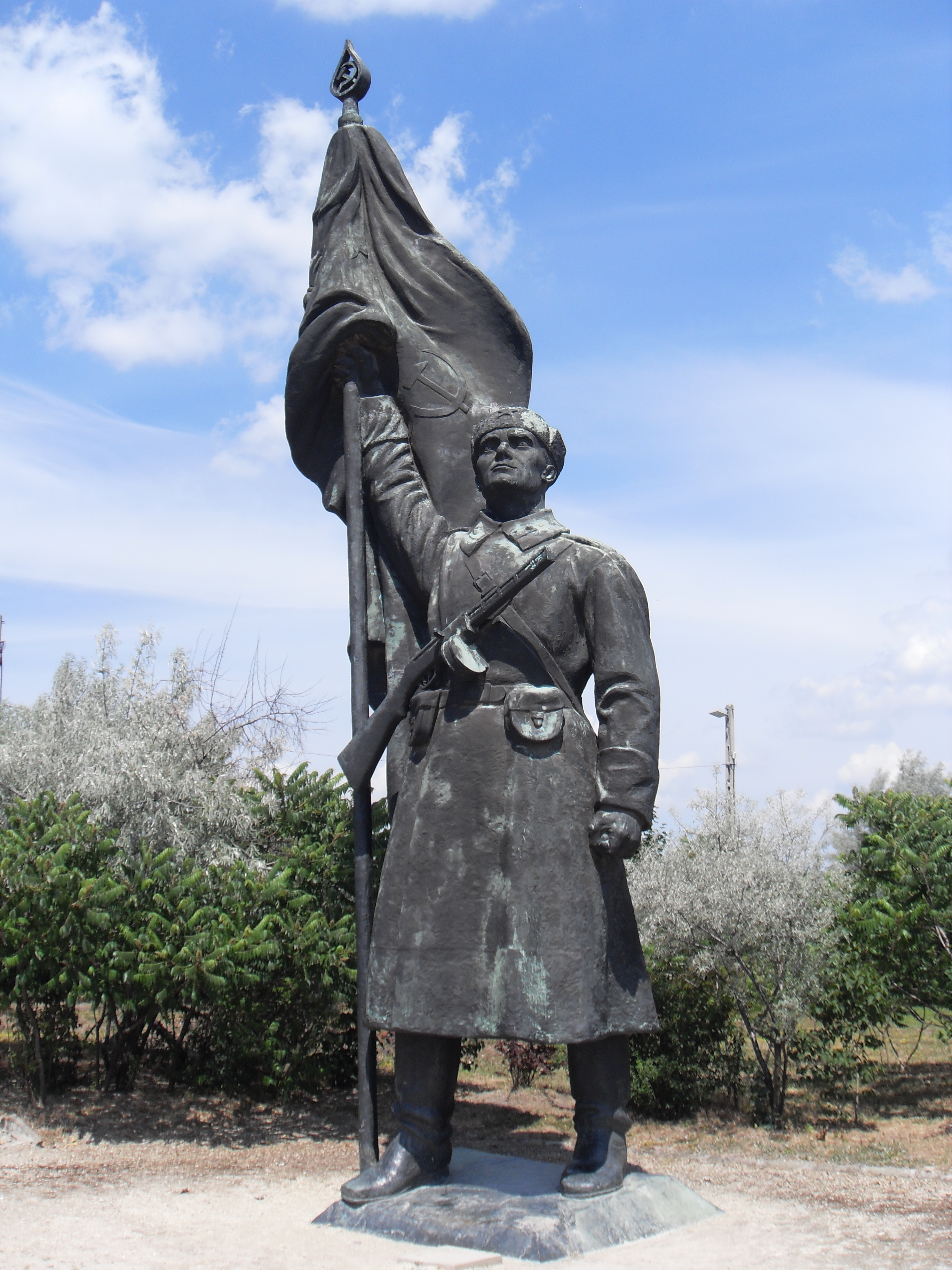
Статуя Головцова в парке «Мементо», 2011 год

В 1965 году Зубков опубликовал в газете «Правда» статью об истории с Головцовым и памятником, а также записал в звуковом журнале «Кругозор» соответствующий. В 1966 году был снят документальный фильм «Живые в бронзе». Поэтом Иштваном Ремени-Дьенешем и композитором Яношем Керекешем была написана «Песня о бронзовом солдате на горе Геллерт», которую в 1970 году на фестивале молодёжной политической песни в Сочи исполнила певица Марта Надь. Также Головцов и процесс создания памятника был упомянут в поэме Владимира Жукова «На уровне сердца».
Во время венгерского восстания 1956 года статуя Головцова была повержена с пьедестала, но два года спустя восстановлена по сохранённым формам. После распада СССР и смены режима в Венгрии в 1992 году статую Головцова переместили в парк «Мементо», где она и находится до настоящего времени. Имеются планы установки оригинала или точной копии в Тейкове. В 2014 году в серии памятных монет Центрального банка России к 70-летию победы в Великой Отечественной войне была отчеканена 5-рублёвая монета с будапештским памятником и статуей Головцова. В 2018 году на телеканале «Культура» был показан документальный фильм «Русский Василий».
10 декабря 2018 года на здании проходной Тейковского хлопчатобумажного комбината была установлена мемориальная доска.

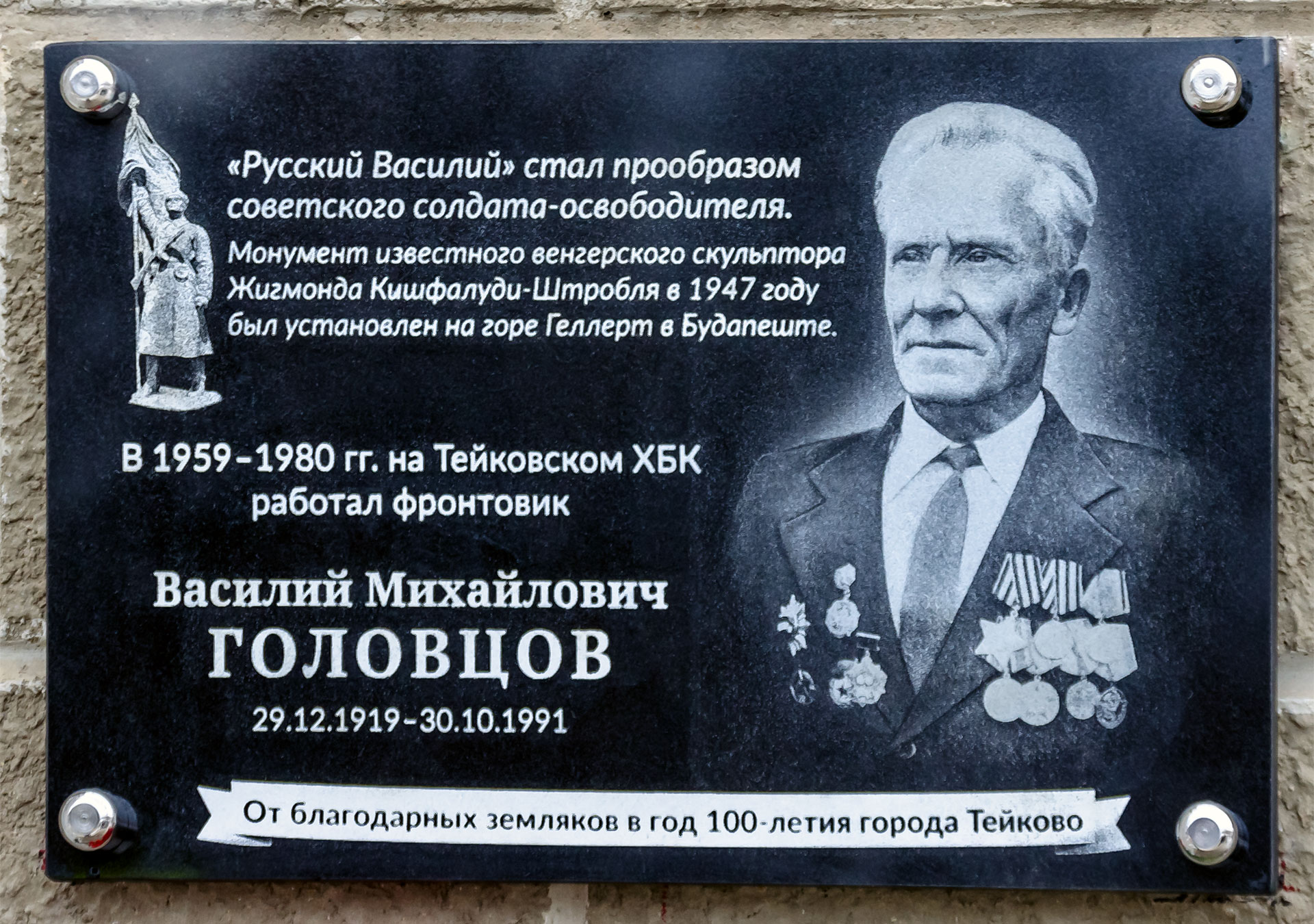
Мемориальная доска Головцову на проходной Тейковского ХБК